# Турковићи (Фојница)
Турковићи је насељено место у Босни и Херцеговини у општини Фојница. Административно припада Федерацији Босне и Херцеговине, односно њеном Средњобосанском кантону. Према попису становништва из 2013. у насељу је било 366 становника, а већинску популацију чинили су Бошњаци.

## Становништво
По последњем службеном попису становништва из 2013. године у овом насељу живело је 366 становника, а село је било етнички хомогено са већинском бошњачком популацијом.
| Националност | 2013. | 1991.        | 1981.        | 1971.        |
| Бошњаци      | —     | 432 (99,54%) | 400 (99,75%) | 362 (99,72%) |
| Југословени  | —     | 1 (0,23%)    | 0            | 0            |
| остали       | —     | 1 (0,23%)    | 1 (0,25%)    | 1 (0,27%)    |
| Укупно       | 366   | 434          | 401          | 363          |